# 梁山消防署
梁山消防署（ヤンサンしょうぼうしょ）は慶尚南道消防本部所属の消防署である。

## 管轄区域
- 梁山市

## 沿革
- 1990年3月20日 - 業務開始
- 1991年12月31日 -  管轄区域を梁山郡全域に変更
- 1995年3月23日 -  機張郡の発足と釜山広域市への編入に伴い機張派出所を海雲台消防署の管轄に変更。

## 119安全センター
| 119安全センター     | 住所                        | 管轄区域                           | 地域隊 |
| ------------------- | --------------------------- | ---------------------------------- | ------ |
| 勿禁119安全センター | 梁山市勿禁邑黄山路719       | 梁山市のうち勿禁邑、江西洞、院洞面 | 院洞   |
| 中央119安全センター | 梁山市北安南ギル13-19       | 梁山市のうち三城洞、中央洞         |        |
| 熊上119安全センター | 梁山市熊山大路1120          | 梁山市のうち西倉洞、召周洞         |        |
| 下北119安全センター | 梁山市下北面梁山大路2255-38 | 梁山市のうち下北面、上北面         |        |
| 中部119安全センター | 梁山市梁山駅6ギル27         | 梁山市のうち梁州洞、東面           |        |
| 平山119安全センター | 梁山市ネヨン4ギル9          | 梁山市のうち平山洞、徳渓洞         |        |